# Temporada 1986-87 de los Golden State Warriors
La temporada 1986-87 fue la cuadragésimo primera de los Warriors en la NBA, la vigésimo quinta en el Área de la Bahía de San Francisco, a donde llegaron procedentes de Filadelfia, y la decimosexta en la ciudad de Oakland con la denominación de Golden State Warriors. La temporada regular acabó con 42 victorias y 40 derrotas, acabando en la quinta posición de la Conferencia Oeste, clasificándose para los playoffs, en los que cayeron en semifinales de conferencia ante Los Angeles Lakers.

## Elecciones en elDraft
| Ronda | Puesto | Jugador          | Posición  | Nacionalidad   | Universidad          |
| ----- | ------ | ---------------- | --------- | -------------- | -------------------- |
| 1     | 3      | Chris Washburn   | Pívot     | Estados Unidos | North Carolina State |
| 3     | 51     | Mike Williams    | Ala-Pívot | Estados Unidos | Bradley              |
| 3     | 59     | Wendell Alexis   | Ala-Pívot | Estados Unidos | Syracuse             |
| 4     | 75     | Dan Bingenheimer | Alero     | Estados Unidos | Missouri             |
| 5     | 97     | Clinton Smith    | Alero     | Estados Unidos | Cleveland State      |
| 6     | 121    | Bobby Lee Hurt   | Ala-Pívot | Estados Unidos | Alabama              |

## Temporada regular
| División Pacífico        | División Pacífico | División Pacífico | División Pacífico | División Pacífico | División Pacífico | División Pacífico | División Pacífico | División Pacífico |
| Equipo                   | G                 | P                 | %                 | PD                | Casa              | Fuera             | Div               |                   |
| ------------------------ | ----------------- | ----------------- | ----------------- | ----------------- | ----------------- | ----------------- | ----------------- | ----------------- |
| y-Los Angeles Lakers     | 65                | 17                | .793              | –                 | 37–4              | 28–13             | 24–6              |                   |
| x-Portland Trail Blazers | 49                | 33                | .598              | 16                | 34–7              | 15–26             | 17–13             |                   |
| x-Golden State Warriors  | 42                | 40                | .512              | 23                | 25–16             | 17–24             | 17–13             |                   |
| x-Seattle SuperSonics    | 39                | 43                | .476              | 26                | 25–16             | 14–27             | 15–15             |                   |
| Phoenix Suns             | 36                | 46                | .439              | 29                | 26–15             | 10–31             | 14–16             |                   |
| Los Angeles Clippers     | 12                | 70                | .146              | 53                | 9–32              | 3–38              | 3–27              |                   |

## Playoffs

### Primera ronda
Utah Jazz vs. Golden State Warriors 
| Fecha       | Partido                                   | Ciudad         |
| ----------- | ----------------------------------------- | -------------- |
| 23 de abril | Utah Jazz 99, Golden State Warriors 85    | Salt Lake City |
| 25 de abril | Utah Jazz 103, Golden State Warriors 117  | Salt Lake City |
| 29 de abril | Golden State Warriors 110, Utah Jazz 95   | Oakland        |
| 1 de mayo   | Golden State Warriors 98, Utah Jazz 94    | Oakland        |
| 3 de mayo   | Utah Jazz 113, Golden State Warriors 118  | Salt Lake City |
|             | Golden State Warriors gana las series 3-2 |                |

### Semifinales de Conferencia
Los Angeles Lakers  vs. Golden State Warriors 
| Fecha      | Partido                                           | Ciudad      |
| ---------- | ------------------------------------------------- | ----------- |
| 5 de mayo  | Los Angeles Lakers 125, Golden State Warriors 116 | Los Ángeles |
| 7 de mayo  | Los Angeles Lakers 116, Golden State Warriors 101 | Los Ángeles |
| 9 de mayo  | Golden State Warriors 108, Los Angeles Lakers 133 | Oakland     |
| 10 de mayo | Golden State Warriors 129, Los Angeles Lakers 121 | Oakland     |
| 12 de mayo | Los Angeles Lakers 118, Golden State Warriors 106 | Los Ángeles |
|            | Los Angeles Lakers gana las series 4-1            |             |

## Estadísticas
| Rk | Jugador           | Edad | P  | PT | MP   | TC  | TCI  | %TC  | T3  | T3I | %T3  | TL  | TLI  | %TL   | RO  | RD  | RT   | AS   | RB  | TAP | BP  | FP  | PTS  |
| -- | ----------------- | ---- | -- | -- | ---- | --- | ---- | ---- | --- | --- | ---- | --- | ---- | ----- | --- | --- | ---- | ---- | --- | --- | --- | --- | ---- |
| 1  | Sleepy Floyd      | 26   | 82 | 82 | 37.4 | 6.1 | 12.6 | .488 | 0.9 | 2.3 | .384 | 5.2 | 10.2 | .860  | 0.7 | 2.6 | 3.3  | 10.3 | 1.8 | 0.2 | 3.4 | 2.4 | 18.8 |
| 2  | Joe Barry Carroll | 28   | 81 | 81 | 33.6 | 8.5 | 18.0 | .472 | 0.0 | 0.0 |      | 8.5 | 18.0 | .787  | 2.1 | 5.1 | 7.3  | 2.6  | 1.1 | 1.5 | 2.8 | 3.1 | 21.2 |
| 3  | Larry Smith       | 29   | 80 | 78 | 29.7 | 3.7 | 6.8  | .546 | 0.0 | 0.0 | .000 | 3.7 | 6.8  | .574  | 4.6 | 6.9 | 11.5 | 1.2  | 0.9 | 0.7 | 1.7 | 3.7 | 8.8  |
| 4  | Chris Mullin      | 23   | 82 | 82 | 29.0 | 5.8 | 11.3 | .514 | 0.2 | 0.8 | .302 | 5.6 | 10.5 | .825  | 0.5 | 1.7 | 2.2  | 3.2  | 1.2 | 0.4 | 1.9 | 2.6 | 15.1 |
| 5  | Purvis Short      | 29   | 34 | 15 | 27.9 | 7.1 | 14.7 | .479 | 0.1 | 0.5 | .235 | 6.9 | 14.2 | .856  | 1.6 | 2.4 | 4.0  | 2.5  | 1.3 | 0.2 | 2.0 | 3.0 | 18.3 |
| 6  | Rod Higgins       | 27   | 73 | 28 | 20.5 | 2.9 | 5.6  | .519 | 0.0 | 0.2 | .176 | 2.9 | 5.4  | .833  | 1.0 | 2.3 | 3.2  | 1.3  | 0.5 | 0.3 | 1.0 | 2.0 | 8.6  |
| 7  | Ben McDonald      | 24   | 63 | 34 | 20.4 | 2.6 | 5.7  | .456 | 0.0 | 0.1 | .125 | 2.6 | 5.6  | .632  | 1.0 | 1.9 | 2.9  | 1.3  | 0.4 | 0.1 | 0.7 | 3.2 | 5.6  |
| 8  | Terry Teagle      | 26   | 82 | 0  | 20.1 | 4.5 | 9.9  | .458 | 0.0 | 0.1 | .000 | 4.5 | 9.7  | .778  | 0.8 | 1.3 | 2.1  | 1.3  | 0.8 | 0.2 | 1.4 | 2.3 | 11.2 |
| 9  | Greg Ballard      | 32   | 82 | 7  | 19.3 | 3.0 | 6.9  | .440 | 0.2 | 0.5 | .375 | 2.8 | 6.4  | .747  | 1.2 | 2.9 | 4.1  | 1.3  | 0.6 | 0.2 | 0.9 | 2.0 | 7.1  |
| 10 | Jerome Whitehead  | 30   | 73 | 1  | 12.8 | 2.0 | 4.5  | .450 | 0.0 | 0.0 | .000 | 2.0 | 4.5  | .699  | 1.5 | 2.1 | 3.6  | 0.3  | 0.2 | 0.2 | 0.7 | 2.4 | 5.1  |
| 11 | Chris Washburn    | 21   | 35 | 2  | 11.0 | 1.6 | 4.1  | .393 | 0.0 | 0.0 | .000 | 1.6 | 4.1  | .353  | 1.0 | 1.9 | 2.9  | 0.5  | 0.2 | 0.2 | 1.1 | 1.5 | 3.8  |
| 12 | Perry Moss        | 28   | 64 | 0  | 10.9 | 1.4 | 3.2  | .440 | 0.0 | 0.2 | .071 | 1.4 | 3.0  | .710  | 0.5 | 1.0 | 1.5  | 1.4  | 0.7 | 0.0 | 0.9 | 1.5 | 3.6  |
| 13 | Kevin Henderson   | 22   | 5  | 0  | 9.0  | 0.6 | 1.6  | .375 | 0.0 | 0.0 |      | 0.6 | 1.6  | 1.000 | 0.2 | 0.4 | 0.6  | 2.2  | 0.2 | 0.0 | 0.8 | 1.8 | 1.6  |
| 14 | Clinton Smith     | 23   | 41 | 0  | 8.3  | 1.2 | 2.9  | .427 | 0.0 | 0.0 | .000 | 1.2 | 2.8  | .750  | 0.6 | 0.7 | 1.4  | 1.1  | 0.3 | 0.0 | 0.6 | 0.9 | 3.1  |

## Galardones y récords
| Jugador           | Galardón |
| Sleepy Floyd      | All-Star |
| Joe Barry Carroll | All-Star |